# 이호인 (성우)
이호인(1954년 1월 10일 ~ )은 대한민국의 남자 성우로 한국방송 성우극회 소속이다. 1973년 연극부로 활동하다가 1980년 KBS에 입사했으며 현재는 KBS 16기로 분류된다.

## 주요 출연작품

### 애니메이션
- 고질라(KBS) - 힉스 소령
- 정의의 용사 카봇(KBS) - 와일드 라이더
- 4차원 탐정 똘비(KBS) - 마이트
- 스파이더맨(KBS) - 로빈
- 마스크 (비디오) - 에디 / 아서 뉴먼 / 쳇 보작 / 치프 청키
- 밀림의 왕 레오(KBS) - 토미
- 요술곰의 모험나라(KBS) - 그러피
- 정글 모험왕(KBS)
- 곰돌이 푸(2001년 더빙판/KBS) - 이요르
- 전사 골리앗(KBS) - 브룩클린
- 알라딘(KBS)
- 은하공주 디지캐럿(KBS) - 단팥빵 할아버지
- 지옥의 외인부대(KBS) - 미키
- 돌아온 달타냥(KBS) - 프로토스
- 오리형사 다크(KBS)
- 우주의 기사 테카맨(SBS) - 프리맨
- 형사 가제트(VIDEO) - 클로 박사
- 탐정학원 Q(투니버스) - 후쿠오카
- 고스트 바둑왕(투니버스) - 남자5
- 몬스터(투니버스) - 손님
- 원피스(투니버스) - 오로성
- 보이스터 (애니맥스) - 플러스 선생님
- 아가사 크리스티의 명탐정 포와로와 마플(투니버스) - 에르큘 포와로
- 아바타: 아앙의 전설(니켈로디언) - 아이로
- 베르사이유의 장미(VIDEO) - 자르제 장군 / 제로델
- 명견 실버(VIDEO) - 붉은 눈
- 내 친구 티거와 푸(EBS) - 이요르
- 노마는 평범해(EBS) - 아빠
- 코알라 탐정 아치볼드(EBS) - 아치볼드

### 특촬물
- 가면라이더 지오 - 오준일/나레이션
- 울트라맨 타로(초인 제트맨) - 박준형(히가시 고타로)

### 애니메이션 영화
- 벅스라이프 - 풍뎅이 딤
- 몬스터 주식회사 - 펀거스
- 명탐정 코난 극장판 8기 - 은빛 날개의 마술사 - 관제탑 기장 김용호
- 토이스토리 3 - 햄
- 토이 스토리 4 - 햄
- 몬스터 대학교 - 테리 와이
- 곰돌이 푸 오리지널 클래식 / 티거 무비 / 곰돌이 푸 2011 - 이요르
- 아틀란티스: 잃어버린 제국 - 스위트
- 노틀담의 꼽추 1~2 - 빅터
- 슈렉 - 마법의 거울
- 정글북 - 루이
- 주먹왕 랄프 2: 인터넷 속으로 - 이요르

### 영화
- 백 투 더 퓨처 (KBS) - 비프 (토머스 F. 윌슨)
- 의문의 실종 (KBS) - 패트릭 대령 (제리 하딘)
- 페노메논 (KBS) - 네이트 포프 (포리스트 휘터커)
- 시애틀의 잠 못 이루는 밤 (KBS) - 해롤드(톰 타미) / 남자(빅터 가버) / 제시카의 아빠(리치 호킨스) / 공항 경비원
- 로미오와 줄리엣(KBS) - 프린스 경위(본디 커티스홀)
- 더 록(SBS)
- 미네소타 트윈스(SBS) - 맥(존 애슈턴)
- 더티 해리 4 - 써든 임팩트(KBS)
- 미스 다이아몬드(SBS)
- 트리거 이펙트(SBS)
- 미션(SBS) - 필딩(리엄 니슨)
- 보디가드(KBS)
- 의뢰인(KBS)
- 언더시즈(KBS)
- 닥터 T(KBS) - 할란(로버트 헤이스)
- 대부3(KBS)
- 비바 라스베이거스(KBS)
- 메멘토(KBS) - 테디(조 판톨리아노)
- 아메리칸 스윗하트(KBS) - 해설
- 투게더(KBS) - 유 교수(진개사)
- 터미네이터 3(SBS) - 로버트 브루스터(데이비드 앤드류스)
- 스몰 솔저(KBS)
- 반지의 제왕 2(SBS) - 하마(존 리)
- 줄리엣을 위하여(KBS)
- 알비노 엘리게이터(KBS)
- 글루미 선데이(KBS)
- 웨이트 오브 워터(KBS) - 존(울리크 톰센)
- 데이라이트(KBS) - 조지(스탠 쇼)
- 솔드 아웃(SBS) - 마이런(신 배드)
- 포스 오브 네이처(SBS)
- 밀리언 달러 호텔(KBS) - 베스트(도널 로그)
- 쇼생크 탈출(KBS)
- 블랙 호크 다운(KBS) - 스틸(제이슨 아이작스)
- 화성인 마틴(KBS) - 주트(웨인 나이트)
- 마이너리티 리포트(SBS) - 노트(패트릭 칼퍼트릭) / 루퍼스(제이슨 앤툰)
- 리멤버 타이탄(KBS) - 왓슨
- 이연걸의 소림오조(SBS) - 계파대사(저가량) / 암살자(유송인)
- 무간도 3(KBS) - 심등(진도명)
- K-19: 위도우메이커(KBS) - 데미체프(스티브 니컬슨)
- 한 발로 선 세상(KBS) - 만프레트
- 퍼펙트 크라임(KBS) - 마티아스(호세 알리아스)
- 탑건(SBS, KBS) - 스팅어(제임스 톨칸)(SBS) / 멜린(팀 로빈스)(KBS)
- 잉글리쉬 페이션트(KBS) - 킵(나빈 앤드루스)
- 7번째 사진(KBS) - 얀
- 체인 리액션(SBS)
- 어둠 속의 8일(KBS)
- 007 문레이커(KBS)
- 내 사랑 컬리수(KBS)
- 캘리포니아 여자(KBS) - 스미스(제프 로스)
- 죽은 시인의 사회(KBS) - 피츠(제임스 워터스톤) / 쳇의 아버지(케빈 쿠니)
- 인 드림스(SBS)
- 패트리어트(KBS)
- 스트레이트 스토리(KBS)
- 용재변연(SBS) - 당표(황추생) / 비룡의 상관(종양)
- 존 큐(KBS) - 지미(데이비드 손턴)
- 폭풍의 월요일(KBS)
- 허리케인 카터(KBS) - 샘(리브 슈라이버)
- 왝 더 독(KBS) - 에디(제이슨 코틀)
- 도니 다코(KBS) - 짐(패트릭 스웨이지)
- 다이하드 3(KBS) - 앤디 크로스 요원(찰스 듀마스) / 아이반(빌 크라이스트)
- 콜리야(KBS)
- 사막의 뱀파이어(SBS)
- 백발마녀전(KBS) - 백운사숙
- 엔드 오브 데이즈(KBS) - 코박 신부(로드 스타이거) / 의사(데이빗 웨이젠버그)
- 대단한 유혹(KBS) - 앙리(부누아 브리에)
- 식스맨(KBS)
- 모스트 원티드(KBS)
- 페이스 오프(KBS)
- 에드 우드(KBS) - 조지(마이크 스타)
- 매트릭스 2(SBS) - 스미스 요원(휴고 위빙) 외
  - 매트릭스 3(SBS) - 스미스 요원(휴고 위빙) 외
- 말콤X(KBS)
- 타임 투 킬(KBS) - 버클리 검사(케빈 스페이시)
- 방세옥2(SBS)
- 카사블랑카(KBS)
- 십계(KBS) - 바카(빈센트 프라이스) / 이드로(에드워드 프란츠) / 야훼(델로스 쥬키스)
- 죽음의 터널(KBS)
- 돈벼락 맞은 사나이(KBS) - 그린버그
- 소피아 로렌의 아름다운 인생(SBS)
- 댓 싱 유 두(KBS) - 호리스
- 천장지구2(KBS)
- 사라의 미로여행(SBS)
- 찢어진 커튼(KBS) - 게르하르트
- 시티 홀(SBS)
- 리플리컨트(SBS) - 루크(장클로드 반 담)
- 타임라인(KBS)
- 매드맥스(SBS)
- 베른의 기적(SBS) - 감독
- 줄리아 줄리아(SBS)
- 행복한 날들(KBS) - 조 씨(자오번샨)
- 맬리스(KBS) - 앤디(빌 풀먼)
- 쥬라기 공원 2(KBS) - 에디(리처드 시프) / 버나드(버나드 쇼) / 해먼드의 집사(이언 애버크롬비)
- 포세이돈 어드벤처(KBS)
- 그녀에게(KBS) - 베가 박사(로베르토 알바레스)
- 스타워즈 에피소드 5: 제국의 역습(KBS) - 피에트(제러미 벌로치)
  - 스타워즈 에피소드 6: 제다이의 귀환(KBS) - 피에트(제러미 벌로치)
- 21그램(KBS) - 마이클(대니 휴스턴) / 의사(데니스 오헤어)
- 블랙 아웃(SBS) - 멜빈(데이비드 스트러세언) / 데일(타이터스 웰리버)
- 천녀유혼 2(SBS) - 얼추도사(장학우)
- 어쌔신(KBS) - 니콜라이(안토니 다비도프) / 경찰
- 사하라(KBS) - 샌데커(윌리엄 H. 메이시)
- 크래쉬(KBS) - 그레이엄 워터스(돈 치들)
- 좋은 친구들(KBS)
- 블러드 워크(SBS) - 로널드 아랑고(폴 로드리게스)
- 아직은 사랑을 몰라요(SBS)
- 오 O(SBS) - 듀크 감독(마틴 신)
- 보리밭을 흔드는 바람(KBS) - 테디(패트레익 들러니)
- 튜니티라 불러다오(KBS) - 총잡이(진 루이스) / 바덴더(루이지 보노스)
- 굿바이 만델라(KBS) - 과장(윌리 하젠) / 라디오 방송 / TV 방송 / 만델라의 동료 죄수 / 정보국 요원
- 니키타(SBS)
- 세븐(KBS) - 형사(대니얼 자카파) / 경찰특공대 대원(존 C. 맥긴리)
- 다크 블루 올모스트 블랙(KBS) - 페르난도(마누엘 모론) / 숀 아버지
- 향수: 어느 살인자의 이야기(KBS) - 리시(앨런 릭먼)
- 웨일 라이더(SBS) - 코로 할아버지(라위리 파라텐느)
- 그날 하루(KBS) - 하디
- 묵시록 코드(KBS) - 자파드의 형(나엠 갈릴리) / 국장(알렉산드르 타이틴)
- 펀치 드렁크 러브(KBS) - 딘(필립 시모어 호프먼)
- 포 미니츠(KBS) - 마이어베어 교도소장(스페판 커트)
- 드리머(KBS) - 파머 사장(데이비드 모스)
- 라 비 앙 로즈(KBS) - 루루(파스칼 그레고리)
- 아이 로봇(KBS) - 로런스(브루스 그린우드)
- 비투스(KBS) - 피아노 선생(다니엘 푸에터)
- 어웨이 프롬 허(KBS) - 프랭크(론 헤왓)
- 시네마 천국(SBS) - 엘레나의 아버지(투리 기우프리다)
- X파일: 미래와의 전쟁(KBS) - 존 바이어스(브루스 하우드)
- 공포의 종합병원(KBS) - 아이나르 반장(페르 샤닝)
- 테이큰(KBS) - 장 클로드(올리비에 라보르딘)
- 어거스트 러시(KBS) - 토마스(윌리엄 새들러) / 음악학원 선생님(로널드 구트먼)
- 장지웅심(SBS)
- 마스크(SBS) - 스탠리의 상사(에이먼 로치)
- 볼사리노2(KBS)
- 사이코4(KBS)
- 필라델피아 익스페리먼트2(SBS)
- 10(KBS) - 의사
- 하비와 밥이 만났을 때(KBS) - 마이크(코너 뮬렌)
- 일 포스티노(KBS)
- 아이언 맨2(KBS) - 스턴(게리 샌드링)
- 멜 깁슨의 영원한 사랑(SBS)
- 라스베이거스 대부(KBS)
- 결혼하고도 싱글로 남는 법(KBS) - 회사 사장(블라디미르 요르다노프)
- 미궁 속의 알리바이(KBS) - 프랭크 폴리토
- 맨티스(KBS) - 마일스 호킨스
- 마이키 이야기(SBS)
- 해리포터와 아즈카반의 죄수(SBS) - 버논 더즐리(리처드 그리피스)
- 매디슨 카운티의 다리(KBS) - 마이크(빅터 슬레작) / 라디오 방송 / TV 방송
- 미지와의 조우(KBS) - 데이빗 로린(밥 발라반)
- 엘리트 스쿼드(KBS) - 경찰서장(델모 페르난데스) / 법학 교수(베르나르도 자블론스키)
- 친밀한 적(KBS) - 두낙 상사(알베르 뒤퐁텔)
- 칠검(KBS) - 풍화연성(손홍뢰)
- 머니 핏(KBS) - 아트(조 만테냐) / 샤토프(야코프 스미르노프)
- 쓰리 킹즈(KBS) - 론 혼(미켈티 윌리엄슨)
- 첩혈쌍웅(KBS) - 풍강(주강)
- 타인의 취향(KBS)
- 티벳에서의 7년(KBS) - 쿤고(이와마츠 마코) / 영국군 장교(던컨 프레이저)
- 퀴즈 쇼(KBS) - 잭 배리(크리스토퍼 맥도널드) / 리쉬먼(폴 길포일)
- 위험한 도박(KBS) - 앨런(조 만테나)
- 007 죽느냐 사느냐(KBS)
- 설원의 윌(KBS) - 킹슬리(케빈 스페이시)
- 붉은 유혹(KBS) - 마이클(윌리엄 러스)
- 포이즌 아이비(SBS)
- 워터 디바이너(KBS) - 목사(데이몬 헤리맨) / 대위(댄 와일리)
- 제5원소(KBS) - 장군의 부하 / 과학자
- 데이비드 게일(KBS) - 블랙튼(레온 리피) / 조(리 릿체이)
- 삼형제와 상속자(SBS) - 디디에(디디에 부르통)
- 설원의 월(KBS) - 킹슬리(케빈 스페이시)
- 스포트라이트(KBS) - 개러비디언(스탠리 투치) / 파퀸 신부(리처드 오로크) / 볼테라 판사 / 스튜어트
- 바다의 지배자(KBS) - 백작(포투니오 보나노바)
- 고백(KBS) - 기자
- 그들만의 리그(KBS) - 어니 카파디노(존 로비츠)
- 마지막 황제(KBS) - 의사
- 굿바이 뉴욕 굿모닝 내 사랑(SBS) - 쿠키(트레이시 월터) / 제프(카일 세커)
- 방세옥 2(SBS) - 우진해(계춘화)
- 007 썬더볼 작전(KBS) - 프랑수아(폴 스타시노) / 루마니아(얼 카메론) / 스펙터 7호(세실 쳉)
- 대복성(SBS) - 지휘관(이곤) / 미리의 동료(건덕문)
- 아란의 사람들(KBS) - 상어잡이(패친 파허티)
- 하이 눈(KBS) - 프라이스(로버트 J. 윌크) / 바커(제임스 밀리컨)
- 당산대형(SBS) - 허건(전준)
- 죠스 2(KBS) - 밥(빌리 반 잔트) / 티미(G. 토마스 던롭)
- 킬러의 보디가드 2(KBS) - 아리스토텔레스(안토니오 반데라스)
- 콘 에어(KBS) - 베이비 오(미켈티 윌리엄슨)
- 로마 제국의 멸망(KBS) - 마르켈루스(비르질리오 테익세이라)
- 제네비에브(KBS) - 사회자(레슬리 미첼) / 정비공(패트릭 웨스트우드) / 경찰(해롤드 시돈스)
- 로보캅 2(SBS) - 홀츠갱(제프 맥카시) / 경찰(마크 롤스턴)

### 외화
- 칠협오의(SBS) - 손흥
- 의천도룡기(KBS) - 송원교
- X파일(KBS) - 존 바이어스(브루스 하우드)
- 닥터 후(KBS) - 달렉 (니컬러스 브리그스)
- 칭기즈칸(KBS) - 금왕 / 사사베치 / 따리타이
- 대마법사 멀린(KBS) - 유서 왕(마크 잭스) / 란슬롯(제레미 쉐필드) / 루퍼트(다이슨 로벨)
- 커맨더 인 치프(KBS) - 카르코프
- 삼국지(MBC) - 장비
- 삼국지(KBS) - 원술
- 세이디(투니버스) - 스티브 (스티브 스피어스)
- 천사의 손길 시즌 9(평화방송) - 앤드루
- 언더커버(KBS) - 리브모어(나단 오스굿)
- 벤허(KBS) - 총독(휴 보네빌)
- 명탐정 브라운 신부(평화방송) - 브라운 신부(마크 윌리엄스)
- 리썰 웨폰(KBS) - 패터슨(은타레 므위네)
- 디셉션(KBS) - 퀘이드(프랭크 훼일리) / 어니(루 리베라토레)

### 드라마
- 왕도(KBS) - 해설
- 파천무(KBS) - 해설

### 방송
- 뉴스와 생활경제(SBS)
- 이상벽의 살맛나는 세상(SBS)
- 잘먹고 잘사는 법(SBS)
- 아는 것이 힘이다(SBS)
- 라디오 여행기(터키, 신화와 성서의 무대, 이슬람이 숨쉬는 땅)(KBS 제3라디오)

### 게임
- 도타2 - 원소술사
- 블레이드 앤 소울 - 도천풍
- 에베루즈 - 작센 학장
- 안젤리크 스페셜 - 물의 수호성 류미엘
- 바이오하자드: 타임 크라이시스 - 앨런 바비 더글러스
- 월드 오브 워크래프트 - 말퓨리온 스톰레이지
- 사이퍼즈 - 격검의 제레온